# Franciscus Gysbrechts
Franciscus Gysbrechts o Gijsbrechts (Amberes, 1649-1677)  fue un pintor flamenco. 

## Biografía
Hijo de Cornelis Norbertus Gysbrechts, siguió sus pasos en la pintura. Fue miembro del Gremio de San Lucas de Amberes. Entre 1672 y 1674 residió en Copenhague con su padre, que era pintor de corte. Posteriormente residió en Leiden entre 1674 y 1676, antes de regresar a Amberes. Como su padre, realizó bodegones en falsa perspectiva, donde solía representar objetos como cartas, dibujos, grabados, libros, utensilios de escritorio, instrumentos musicales o útiles de pintura, dispuestos en un nicho o una ventana de tal manera que parezcan surgir del fondo. Con esa disposición realizó también algunas vanitas, un tipo de bodegón que hace referencia a la fugacidad de la vida y la inevitabilidad de la muerte.

## Galería

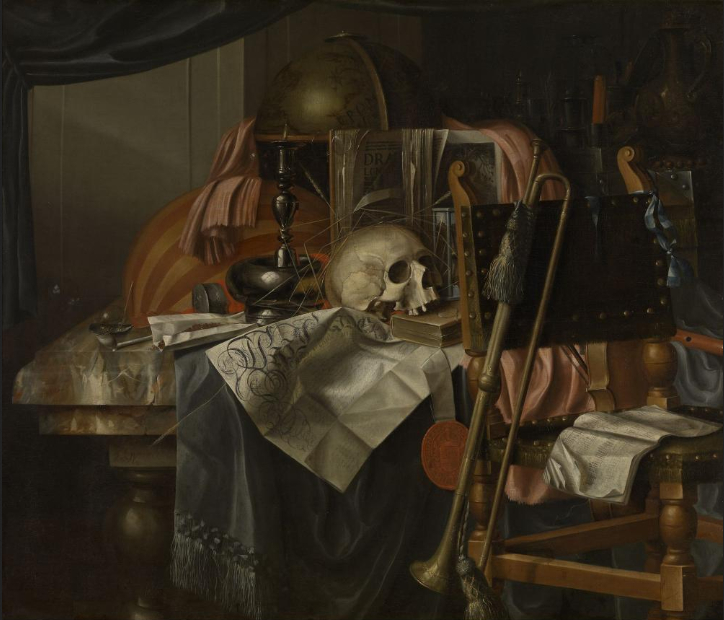
Vanitas con una calavera, un globo terráqueo, una trompeta e instrumentos para fumar (c. 1660-1675), Museo Real de Bellas Artes de Amberes
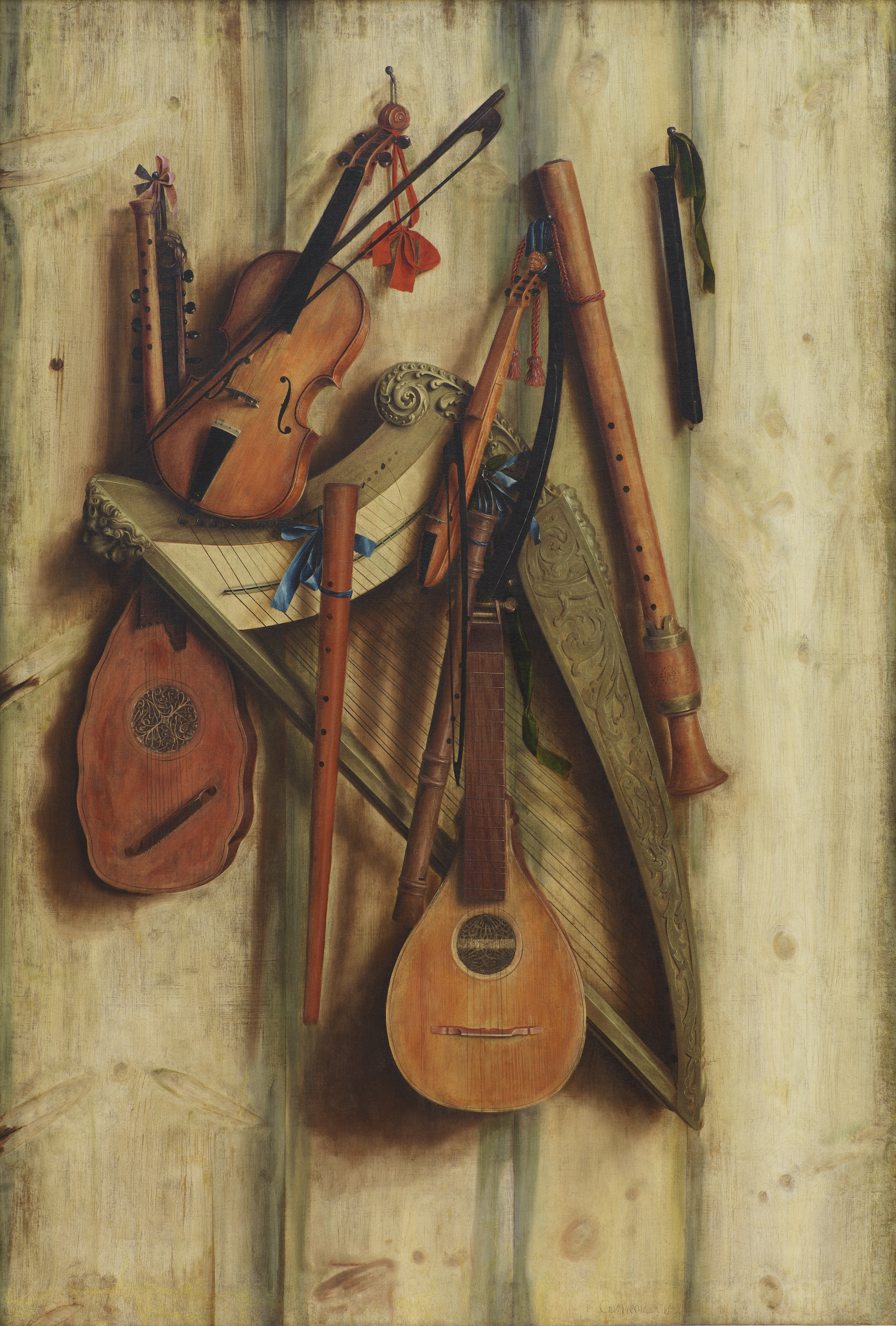
Tabique con instrumentos musicales (1672), Galería Nacional de Dinamarca, Copenhague
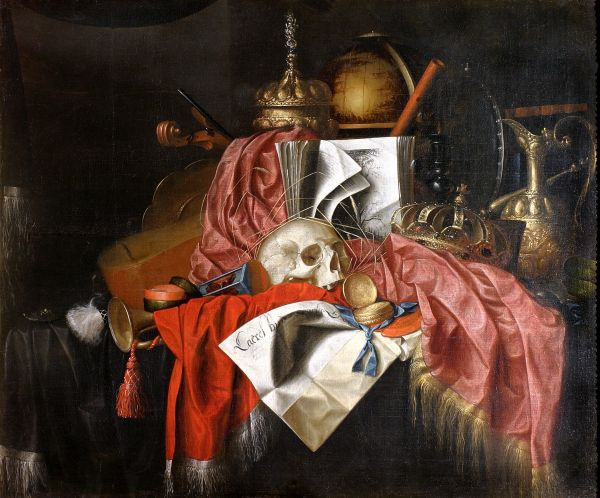
Naturaleza muerta con calavera (c. 1675), Museo Nacional, Gdansk
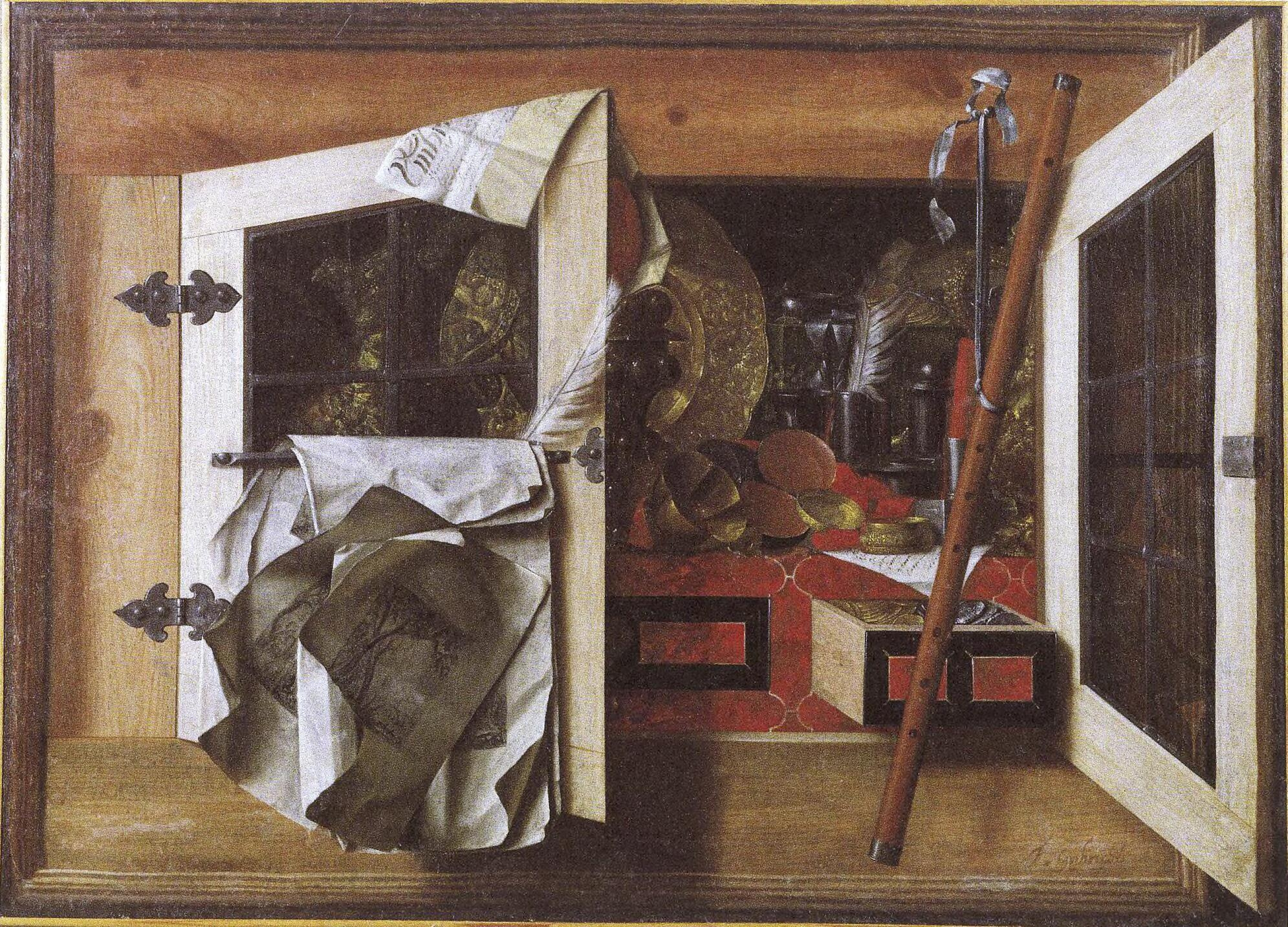
Bodegón trompe l'oeil con objetos en un armario (c. 1675), Schloss Fasanerie, Eichenzell
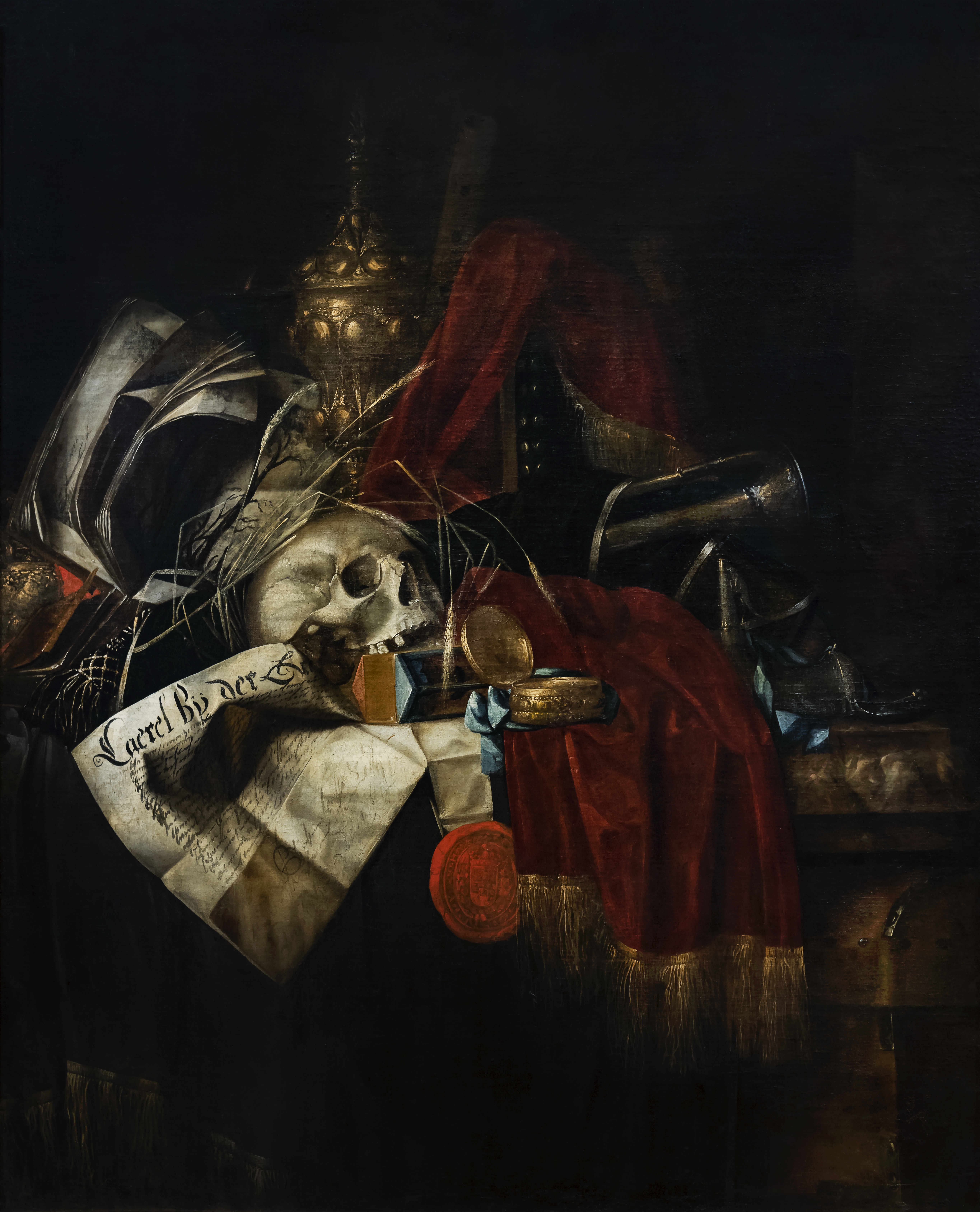
Vanitas con cráneo, Museo de Bellas Artes de Rennes